# Chiesa dei Santi Pietro e Paolo (Provaglio d'Iseo)
La chiesa dei Santi Pietro e Paolo è la parrocchiale di Provaglio d'Iseo, in provincia e diocesi di Brescia; fa parte della zona pastorale del Sebino. 

## Storia
Originariamente Provaglio dipendeva dalla pieve di Sant'Andrea di Iseo, dalla quale si affrancò presumibilmente dopo il XIV secolo; il fulcro della vita religiosa della comunità era rappresentato dalla chiesa di San Pietro in Lamosa, attestata a partire dall'XI secolo e annessa all'omonimo monastero.

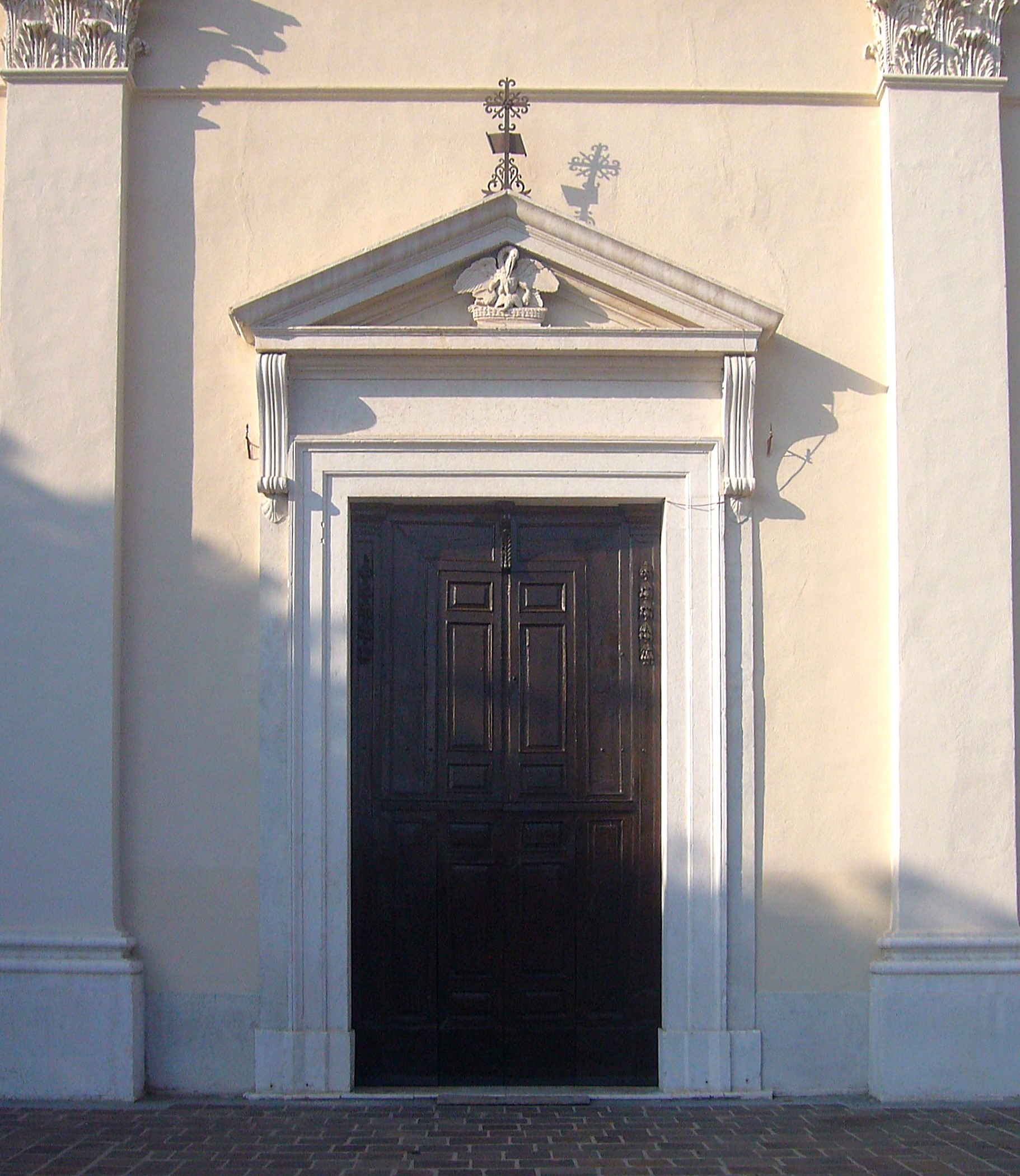
Il portale d'ingresso

Nel 1580 l'arcivescovo di Milano Carlo Borromeo, durante la sua visita apostolica, rilevò che la parrocchiale, inserita nella vicaria di Iseo e dotata di otto altari, aveva come filiali la chiesa di San Bernardo e gli oratori dei Disciplini, di Santa Maria della Ceriola, di San Rocco e di Santa Maria di Loreto e che i fedeli ammontavano a un migliaio.
Dalla relazione della visita pastorale del vescovo di Brescia Marco Dolfin del 1703 si apprende che il numero dei fedeli era pari a 959, che la parrocchiale, sede delle scuole della Madonna del Rosario e del Santissimo Sacramento, aveva alle sue dipendenze gli oratori di Santa Maria Maddalena, della Madonna del Corno, di San Bernardo, di San Carlo e della Madonna e che a servizio della cura d'anime vi erano il parroco, cinque altri sacerdoti e un chierico.
Nel 1791, a causa delle cattive condizioni della chiesa del monastero e della sua lontananza dal paese, il consiglio comunale approvò la decisione di costruire in centro un nuovo luogo di culto, lì dove sorgeva l'oratorio di San Rocco, contestualmente fatto demolire. Il progetto dell'erigenda parrocchiale venne affidato all'architetto Vincenzo Berenzi e nel 1792 iniziarono i lavori; l'edificio fu portato a termine nel 1815 e nel 1817, con decreto del vescovo Gabrio Maria Nava datato 9 gennaio, vi fu trasferita la parrocchialità.
La chiesa venne consacrata il 31 agosto 1927 dal vescovo ausiliare Emilio Bongiorni e nella prima metà del Novecento fu condotto un restauro dell'edificio.
Nella seconda metà degli anni sessanta si procedette all'esecuzione dell'adeguamento liturgico secondo le usanze postconciliari mediante l'aggiunta dell'altare rivolto verso l'assemblea.
Il 14 aprile 1989, secondo quanto stabilito dal Direttorio diocesano per le zone pastorali, la parrocchia passò dalla vicaria di Iseo, contestualmente soppressa, alla neo-costituita zona pastorale del Sebino.

## Descrizione

### Esterno

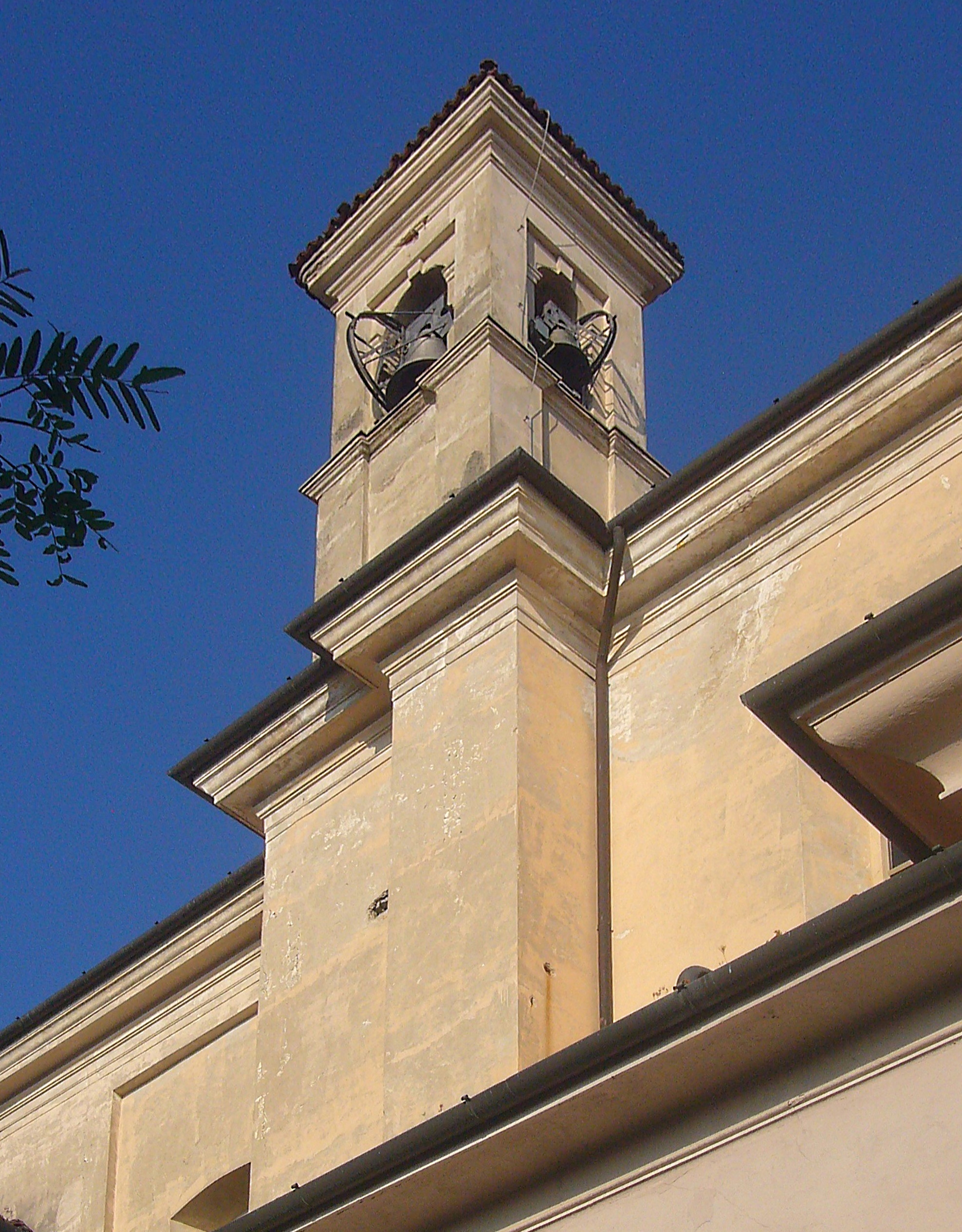
Il campanile

La facciata a salienti della chiesa, rivolta a sudovest, è suddivisa da una cornice marcapiano modanata in due registri, entrambi scanditi da lesene con capitelli corinzi: quello inferiore presenta centralmente il portale d'ingresso timpanato, mentre quello superiore, coronato dal frontone, è caratterizzato da una finestra.
Annesso alla parrocchiale è il campanile a base quadrata, la cui cella presenta su ogni lato una monofora ed è coperta dal tetto a quattro falde.

### Interno
L'interno dell'edificio si compone di un'unica navata, sulla quale si affacciano le cappelle laterali, introdotte da archi a tutto sesto, e le cui pareti sono scandite da lesene sorreggenti la trabeazione modanata e aggettante su cui s'imposta la volta a botte; al termine dell'aula si sviluppa il presbiterio, rialzato di alcuni gradini e coperto da volta a vela.
Qui sono conservate diverse opere di pregio, tra le quali gli la pala che rappresenta l'Ultima cena, attribuibile forse a Pietro Marone, affreschi raffiguranti Gesù che affida le chiavi della Chiesa a san Pietro, la Guarigione del paralitico alla porta del Tempio, Simone mago, la Crocifissione di San Pietro, i Quattro Evangelisti, la Beata Vergine Assunta e la Santissima Trinità, firmati da Giuseppe Teodosa, la tela con soggetto la Gloria di San Luigi, eseguita da Antonio Guadagnini nel 1880, l'organo, costruito dal pavese Antonio Amati nella prima metà del XIX secolo, e la tela ritraente il Crocifisso fra i Santi Rocco, Pantaleone, Sebastiano e Antonio Abate.